# .ausgestrahlt
.ausgestrahlt e. V. ist eine bundesweit tätige Nichtregierungsorganisation in der Rechtsform eines gemeinnützigen Vereins mit Sitz in Hamburg. Seit seiner Gründung im Jahr 2008 beteiligt sich der Verein an der Organisation der Anti-Atomkraft-Bewegung in Deutschland, entwickelt gewaltfreie Protest-Aktionen, unterstützt Demonstrationen und stellt örtlichen Anti-Atom-Initiativen sowie Einzelpersonen Argumente und Materialien zu den Themen Atomkraft und Atompolitik zur Verfügung.

## Ziele und Bedeutung

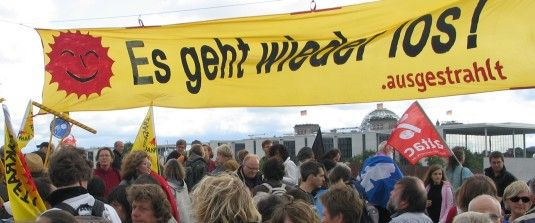
Transparent von .ausgestrahlt bei der Anti-Atom-Demonstration am 5. Sept. 2009 in Berlin

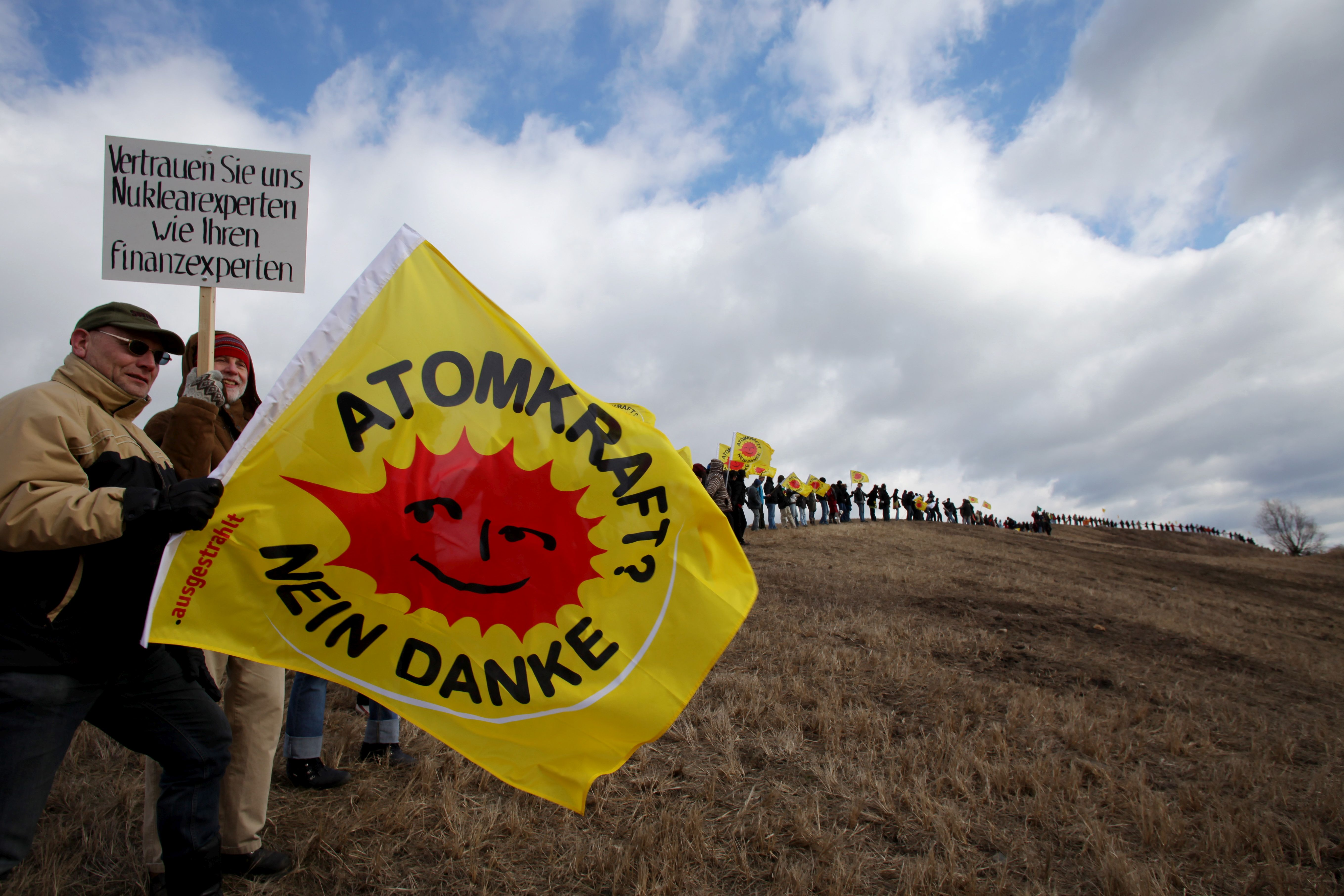
2010 bilden 120.000 Menschen eine 120 km lange Menschenkette zwischen Krümmel und Brunsbüttel.

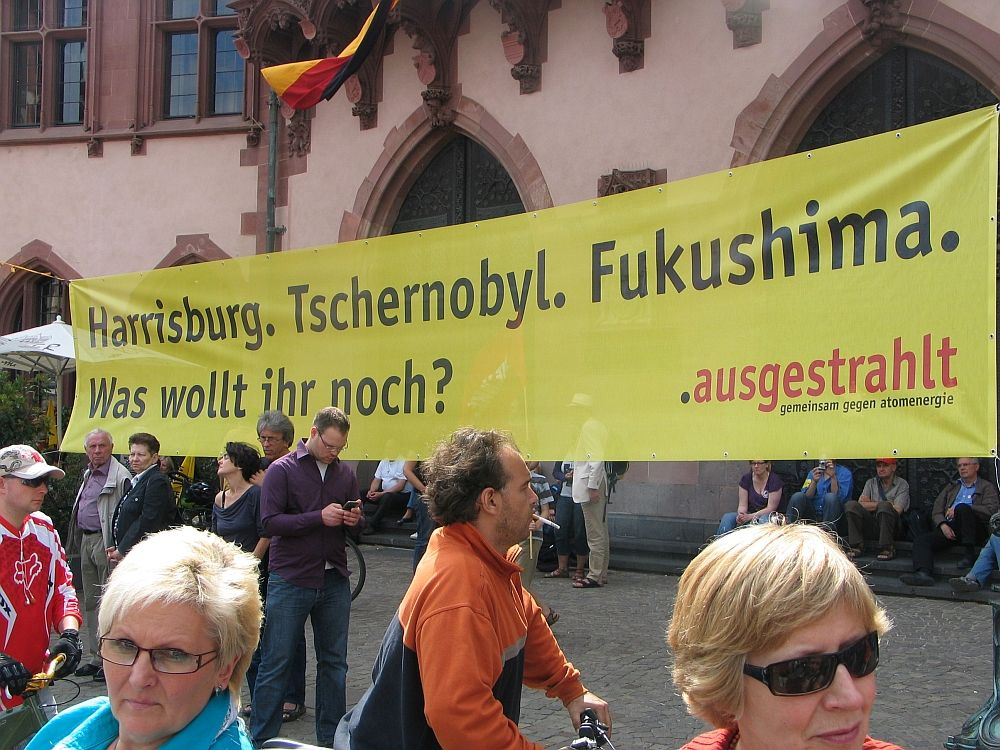
Nach dem Super-Gau in Fukushima gehen im März 2011 bundesweit 250.000 Menschen in vier Städten auf die Straße.

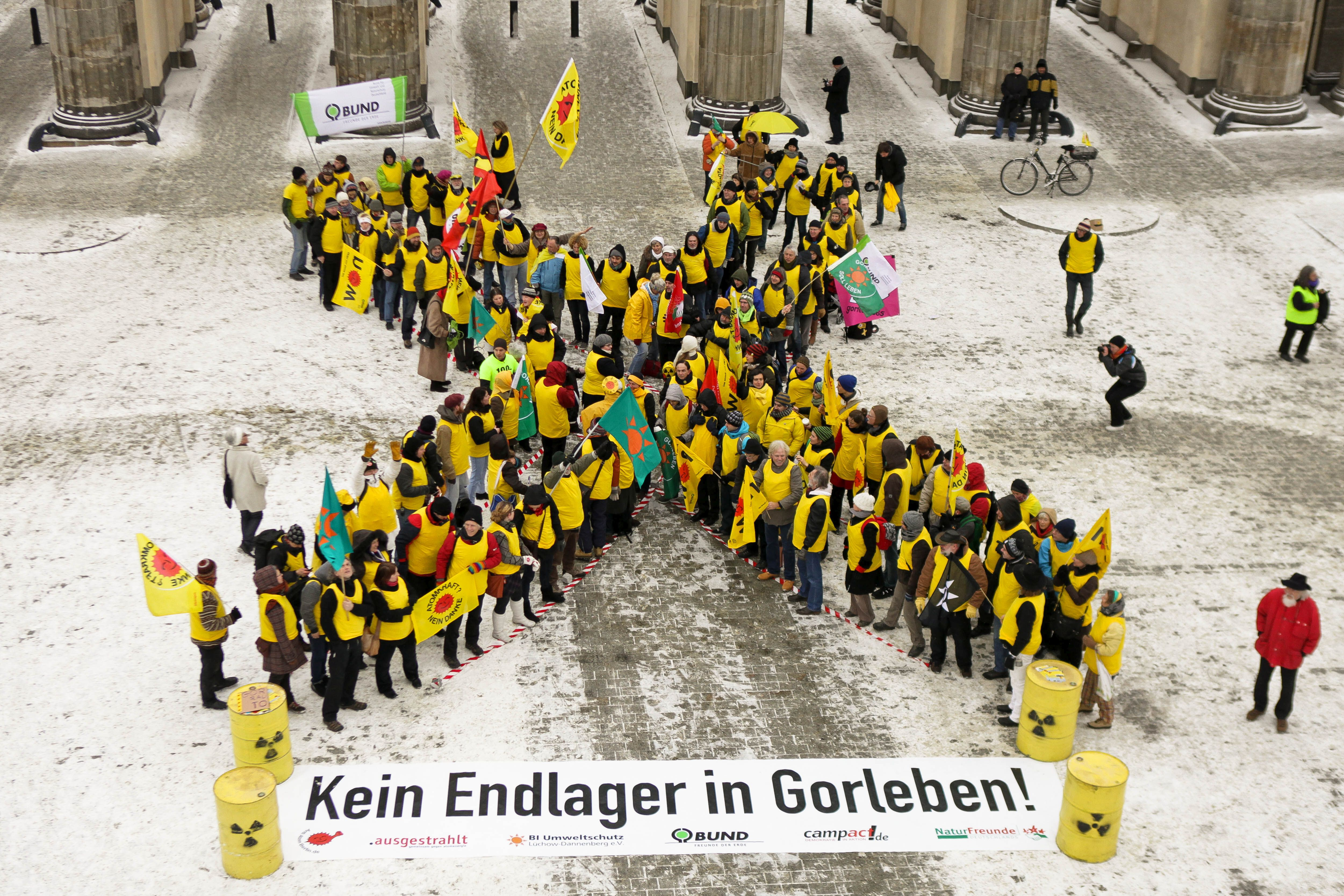
Berlin 2012, Aktion gegen die Endlagerung von radioaktivem Müll in Gorleben

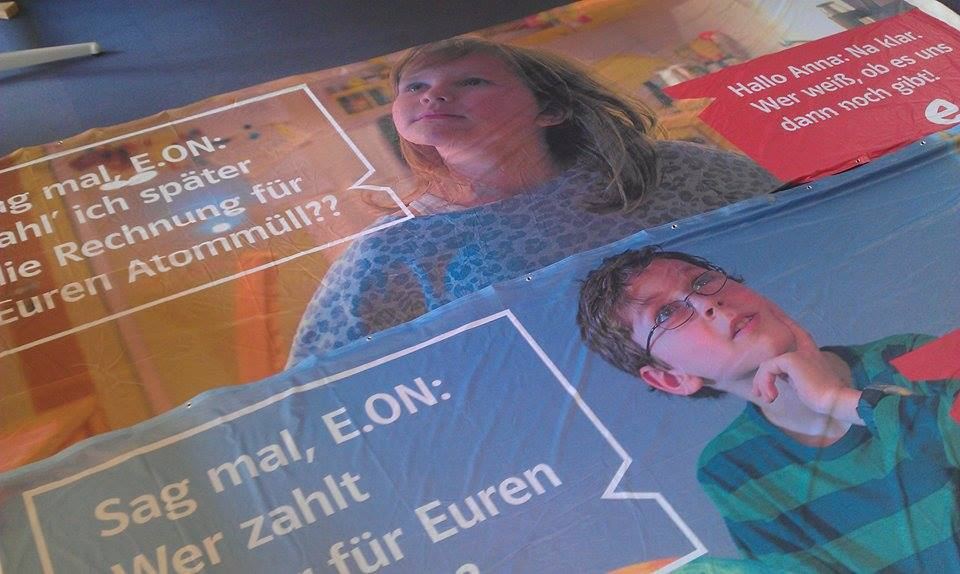
Gefakte E.ON-Transparente im Rahmen der „Bad Bank“-Kampagne 2014

Oberstes Ziel ist die Abschaltung aller deutschen Atomkraftwerke. Des Weiteren setzt sich .ausgestrahlt für mehr Transparenz, Bürgerbeteiligung und Sicherheit beim Transport sowie der Lagerung von Atommüll ein. Der Verein verfügt über keine eigenen Lokalgruppen, nimmt aber innerhalb der Anti-Atomkraft-Bewegung eine bedeutende koordinierende Rolle ein und weist eine hohe Medienpräsenz auf. Pressesprecher und Geschäftsführer war bis zu seinem Tod im Januar 2022 Jochen Stay, der zuvor als Sprecher des Bündnisses „X-tausendmal quer“ agierte. Bis 2014 leitete er das Büro der Organisation u. a. zusammen mit Stefan Diefenbach-Trommer.
Viermal im Jahr publiziert der Verein ein 24-seitiges Magazin mit atompolitischen Themen (Auflage Stand Mai 2015: 51.000 Stück). Eine Broschüre „Irrweg in der Klimakrise“ von Angela Wolff et al. erschien Ende 2021 in dritter Auflage. Darüber hinaus äußert sich der Verein in der Presse regelmäßig zu tagesaktuellen atompolitischen Nachrichten.

## Finanzierung
Der Verein finanziert sich ausschließlich durch Spenden und Förderbeiträge. 2009 förderte die Bewegungsstiftung den Verein mit 13.000 Euro und 2013 und 2014 mit einer Basisförderung in Höhe von 100.000 Euro.

## Kampagnen und Aktionen
- Der Verein war Mitveranstalter einer Großdemonstration am 5. September in Berlin unter dem Motto Mal richtig abschalten – Atomkraft? Nein danke! Die Demonstration sollte im Vorfeld der Bundestagswahl 2009 für einen vollständigen Atomausstieg werben und war mit geschätzten 50.000 Demonstranten eine der teilnehmerstärksten Anti-Atomkraft-Demonstrationen.[5]
- Zum Auftakt der Koalitionsverhandlungen von CDU/CSU und FDP nach der Bundestagswahl 2009 organisierte .ausgestrahlt gemeinsam mit Campact und dem BUND in Berlin und in weiteren Orten ein „Warmlaufen für den Widerstand“ als Protest gegen die mögliche Abkehr der neuen Regierung vom Ausstieg aus der Kernenergie.[6] Es folgte eine von .ausgestrahlt organisierte „Belagerung“ der Koalitionsverhandlungen.[7]
- Am 24. April 2010 war .ausgestrahlt Mitveranstalter einer 120 km langen Aktions- und Menschenkette gegen Atomkraft unter dem Motto KETTENreAKTION! – Atomkraft abschalten! zwischen den Atomkraftwerken Krümmel und Brunsbüttel.[8] Rund 120.000 Menschen nahmen teil, damit übertraf die Aktion die Großdemonstration vom 5. September 2009.[9]
- Am 18. September 2010 veranstaltete .ausgestrahlt zusammen mit weiteren Organisationen eine Großdemonstration unter dem Motto Atomkraft – Schluss jetzt! gegen die Pläne zur Laufzeitverlängerung von Kernkraftwerken der schwarz-gelben Bundesregierung an, welcher über 100.000 Menschen teilnahmen.[10]
- Am 26. März 2011 veranstalteten .ausgestrahlt und mehrere Partner vier Großdemonstrationen in Berlin, Hamburg, Köln und München unter dem Motto Fukushima mahnt: Alle AKWs abschalten!, an denen nach eigener Schätzung insgesamt über 250.000 Menschen teilnahmen, davon etwa 100.000 in Berlin.[11][12]
- Am 30. Mai 2011 kritisierte der Verein den von der schwarz-gelben Koalition avisierten Ausstiegsbeschluss.[13]
- Anlässlich des ersten Fukushima-Jahrestages rief die Organisation 2012 bundesweit zu Mahnwachen auf. Nach ihren Angaben nahmen daran mehr als 50.000 Menschen teil.[14]
- Im Juni 2012 rief die Organisation zu einer öffentlichen Twitter-Aktion an den neuen Umweltminister Peter Altmaier auf.[15] Mit weiteren Kampagnen forderte .ausgestrahlt die sofortige Stilllegung des umstrittenen AKW Brokdorf sowie die Beendigung von Subventionen für Atomkraftwerke.
- Die Organisation kritisierte 2013 die Verhandlungen von Bund und Ländern über das neue Standortauswahlgesetz.[16][17] Sprecher Jochen Stay forderte beim Bundesparteitag der Grünen die Ablehnung des zur Abstimmung stehenden Gesetzentwurfs.[18] Als einer von 140 Umweltverbänden und Initiativen boykottierte .ausgestrahlt das von Umweltminister Altmaier eingesetzte Bürgerforum zum Gesetz.[19]
- Im März 2014 war .ausgestrahlt Mitinitiator einer Atommüll-Tagung.[20] Hier diskutierten verschiedene Umweltverbände ihre Teilnahme an der geplanten, vom Bundestag eingesetzten „Kommission Lagerung hoch radioaktiver Abfallstoffe“; .ausgestrahlt sowie Greenpeace entschieden sich gegen die Teilnahme. Stattdessen kommentierte .ausgestrahlt-Sprecher Jochen Stay die Sitzungen als unabhängiger Beobachter von der Zuschauertribüne auf Twitter.
- Am 10. Mai 2014 war der Verein Mitorganisator der Berliner Großdemonstration Energiewende nicht kentern lassen, an der rund 20.000 Menschen auf Wasser- und Landwegen in Berlin teilnahmen.[21]
- Im Sommer 2014 organisierte .ausgestrahlt zusammen mit Bündnispartnern Proteste gegen eine geplante Verbringung von Atommüll aus dem deutschen AKW Jülich in die USA.[22]
- 2015 bezog .ausgestrahlt mit satirisch gefakten E.ON-Anzeigen kritisch Stellung zu den geplanten Plänen des Stromkonzerns, sein Geschäft mit konventionell-fossiler Energieerzeugung auszulagern.[23] Neben Flyern, Postkarten und Plakaten wurden auch zwei Werbespots gedreht. Kinos zeigten die Spots in ihrem Vorprogramm und bei youtube erreichten sie mehr als 36.000 Aufrufe.
- Am 5. November 2015 übergab .ausgestrahlt zusammen mit dem Umweltinstitut München über 130.000 Unterschriften der Aktion „Keine Bad Bank für AKW“ den Vorsitzenden der neuen Atom-Finanz-Kommission, Jürgen Trittin und Matthias Platzeck.
- Zum 5. Jahrestag der Nuklearkatastrophe von Fukushima und zum 30. Jahrestag von Tschernobyl rief .ausgestrahlt im März 2016 zu den „NIE WIEDER Wochen“ auf, um weitere solcher Atomunfälle zu verhindern. In über 200 Städten fanden Mahnwachen statt.
- Zur Vorstellung des Abschlussberichts der Atommüll-Kommission veröffentlichte .ausgestrahlt zusammen mit der BI Lüchow-Dannenberg und der AG Schacht Konrad einen Reader mit dem Titel „Atommüll-Kommission am Ende – Konflikte ungelöst“. Auf 132 Seiten analysierten die Anti-Atomkraft-Initiativen die Arbeit und die Ergebnisse der Kommission. Auf der dazugehörigen Bundespressekonferenz verdeutlichte Jochen Stay, Sprecher von .ausgestrahlt, die Kritik an dem Kommissionsbericht auch vor den anwesenden Journalisten.
- Zusammen mit Campact und dem Umweltinstitut München protestierte .ausgestrahlt gegen ein Steuerschlupfloch im Zusammenhang mit dem Ende 2016 ausgelaufenen Gesetz zur Kernbrennstoffsteuer.[24] Das .ausgestrahlt Magazin beschrieb das Problem der Zwischenlagerung hochradioaktiven Atommülls.[25]
- Als Teil des Aktionsbündnisses „Kettenreaktion Tihange“ war .ausgestrahlt Mitinitiator der Menschenkette gegen den Weiterbetrieb der umstrittenen belgischen Atomkraftwerke Tihange 2 bei Lüttich und Doel 3 bei Antwerpen. Auf einer Strecke von 90 km zwischen Tihange und Aachen demonstrierten am 25. Juni 2017 rund 50.000 Menschen aus Belgien, den Niederlanden und Deutschland.[26]